# Obwód wołogodzki
Obwód wołogodzki (ros. Вологодская область) – jednostka administracyjna Federacji Rosyjskiej.

## Geografia

### Położenie i powierzchnia
Obwód wołogodzki leży na północy europejskiej części Rosji i zajmuje obszar 145 700 km², co stanowi ok. 0,85% powierzchni całej Federacji Rosyjskiej.
Obwód graniczy z:
- Obwodem archangielskim (na północy)
- Obwodem kirowskim (na wschodzie)
- Obwodem kostromskim (na południu)
- Obwodem jarosławskim (na południu)
- Obwodem twerskim (na południowym zachodzie)
- Obwodem nowogrodzkim (na południowym zachodzie)
- Obwodem leningradzkim (na zachodzie)
- Republiką Karelii (na północnym zachodzie)

#### Przynależność administracyjna
Pod względem administracyjnym obwód wołogodzki wchodzi w skład utworzonego w 2000 Północno-Zachodniego Okręgu Federalnego.

### Strefa czasowa
Obwód wołogodzki należy do moskiewskiej strefy czasowej (MSK): do 25 października 2014 UTC+04:00 przez cały rok, od 26 października 2014 UTC+03:00 przez cały rok.
Jeszcze wcześniej, przed 27 marca 2011 roku, w obwodzie obowiązywał czas standardowy (zimowy) strefy UTC+03:00, a czas letni – UTC+04:00.

### Rzeźba terenu i geologia
Region leży na terenie północnym wschodzie Niziny Wschodnioeuropejskiej. powierzchnia obwodu ma charakter pagórkowaty – występują tutaj niziny, grzędy oraz niewielkie obszary wyżynne.
Na wschodzie regionu znajdują się Uwały Północne.

### Gleby
Na terenie obwodu dominują gleby darniowo-bielicowe. Z racji znacznego zabagnienia obwodu w wielu miejscach znajdują się gleby bagienne.

### Klimat
Na terenie obwodu wołogodzkiego panuje klimat umiarkowany typu kontynentalnego, charakteryzujący się chłodną zimą i ciepłym latem. Najzimniejszym miesiącem jest styczeń, kiedy to przeciętna temperatura wynosi ok. –14 °C (zależnie od rejonu), a najcieplejszym – lipiec, z temperaturą +18 °C.
W regionie rocznie spada ok. 500 mm opadów, które występują głównie w półroczu ciepłym.

### Hydrologia
Region obfituje w wody gruntowe. Przez teren obwodu przepływają liczne rzeki, znajduje się tutaj wiele jezior oraz duże tereny bagienne.

#### Rzeki
Największymi rzekami regionu są:
- Suchona
- Wołogda
- Dwinica
- Jug
- Łuza
- Mołoga
- Czagodoszcza
- Szeksna
- Unża
- Andoma

#### Jeziora
Na północnym zachodzie obwodu znajduje się fragment największego jeziora Europy – Ładogi. Istnieje tutaj także duże sztuczne jezioro – Zbiornik Rybiński. Oprócz nich największymi jeziorami na terenie obwodu są:
- Biełoje
- Kubienskoje
- Woże

### Roślinność
Obszar obwodu leży w strefie południowej tajgi. Lasy iglaste, w których dominuje świerk zajmują ok. 2/3 terytorium obwodu.

### Świat zwierzęcy
Świat zwierzęcy obwodu złożony jest z gatunków charakterystycznych dla tajgi. Żyją tutaj – ze ssaków – m.in. łoś, niedźwiedź brunatny, zając bielak, borsuk, kuna leśna (tumak), wilk szary, lis, liczne gatunki gryzoni itd. Z ptaków spotkać można np. pardwy, cietrzewie i jarząbki. W zbiornikach wodnych żyją liczne ryby, wśród których są łososie, leszcze, sandacze, okonie, szczupaki. Mnogość wód i bagien sprzyja rozwojowi licznych gatunków owadów.

### Ochrona przyrody
Na terenie obwodu wołogodzkiego znajduje się Park Narodowy „Rosyjska Północ” oraz Darwinowski Rezerwat Biosfery.

## Ludność
W obwodzie wołogodzkim żyje 1 227 800 osób (2007). Liczba mieszkańców regionu spada z powodu niskiego przyrostu naturalnego i ujemnego salda migracji. Jeszcze w 2002 na terenie obwodu mieszkało 1 269 568 osób.
Gęstość zaludnienia w obwodzie wynosi 8,5 os./km² (2007).
69% populacji żyje w miastach, z czego blisko 3/4 wszystkich mieszkańców miast regionu (tj. ok. połowy całej ludności obwodu) to populacja 2 metropolii: Czerepowca i Wołogdy.

### Narodowości
Zdecydowaną większość mieszkańców regionu stanowią Rosjanie, a obwód wołogodzki zajmuje pierwsze miejsce wśród podmiotów Federacji Rosyjskiej pod względem udziału przedstawicieli tego narodu w populacji.
Skład etniczny populacji regionu według wyników spisu powszechnego z 2002 wygląda następująco (w procentach):
- Rosjanie – 96,56%
- Ukraińcy – 0,97%
- osoby bez poczucia przynależności narodowej – 0,45%
- Białorusini – 0,39%
- Azerowie – 0,21%
- Ormianie – 0,17%
- Cyganie – 0,16%
- Tatarzy – 0,15%
- Gruzini – 0,08%
- Niemcy – 0,07%
- Żydzi – 0,03%
- Wepsowie – 0,03%
- Czeczeni – 0,03%
- Wietnamczycy – 0,02%

### Wyznania
Zdecydowana większość ludności obwodu wyznaje prawosławie. Po okresie ateizacji w czasach ZSRR pozostała duża liczba niewierzących. Z mniejszości wyznaniowych żyją tutaj m.in. nieliczni protestanci, muzułmanie i żydzi.

## Miasta
Na terenie obwodu wołogodzkiego znajduje się 15 miast i 8 osiedli typu miejskiego.
Największe skupiska osadnicze obwodu
(miasta, osiedla typu miejskiego i wsie; stan na 1 stycznia 2006)
| Nazwa                   | Nazwa rosyjska      | Liczba mieszkańców |
| ----------------------- | ------------------- | ------------------ |
| Babajewo                | Бабаево             | 12 292             |
| Biełoziorsk             | Белозёрск           | 10 577             |
| Charowsk                | Харовск             | 11 092             |
| Chochłowo1)             | Хохлово             | 2 478              |
| Czagoda1)               | Чагода              | 6 965              |
| Czeriepowiec            | Череповец           | 308 455            |
| Czobsara1)              | Чёбсара             | 1 672              |
| Griazowiec              | Грязовец            | 15 535             |
| Kadnikow                | Кадников            | 5 096              |
| Kaduj1)                 | Кадуй               | 11 469             |
| Kiczmiengskij Gorodok2) | Кичменгский Городок | 6 8003)            |
| Kiriłłow                | Кириллов            | 8 108              |
| Krasawino               | Красавино           | 8 800              |
| Kuzino1)                | Кузино              | 1 413              |
| Mołocznoje2)            | Молочное            | 8 6003)            |
| Nikolsk                 | Никольск            | 9 207              |
| Sazonowo1)              | Сазоново            | 3 435              |
| Sokoł                   | Cокол               | 47 000             |
| Suda2)                  | Суда                | 5 7003)            |
| Szeksna1)               | Шексна              | 21 523             |
| Tarnogskij Gorodok2)    | Тарногский Городок  | 5 5003)            |
| Totma                   | Тотьма              | 10 461             |
| Ustiużna                | Устюжна             | 10 085             |
| Wielikij Ustiug         | Великий Устюг       | 32 389             |
| Wierchoważje2)          | Верховажье          | 5 2003)            |
| Wochtoga1)              | Вохтога             | 6 892              |
| Wołogda                 | Вологда             | 294 000            |
| Wożega1)                | Вожега              | 6 741              |
| Wytiegra                | Вытегра             | 12 500             |

1) Osiedle typu miejskiego
2) Wieś
3) liczba zaokrąglona; 2003

## Władza i administracja
Obwód wołogodzki, podobnie jak inne części Rosji, posiada dość szeroki zakres autonomii. Władzę prawodawczą sprawuje Zgromadzenie Prawodawcze Obwodu Wołogodzkiego (ros. Законодательное Собрание Вологодской области), złożone z 34 posłów.
Na czele lokalnej administracji stoi gubernator, będący zarazem „głową” obwodu. Obecnie funkcję tę sprawuje Oleg Kuwszinnikow.

## Podział administracyjny
Od 1 stycznia 2006 obwód wołogodzki dzieli się na 26 rejonów. 2 największe miasta regionu (Czerepowiec i Wołogda) nie wchodzą w skład tego podziału i stanowią wydzielone okręgi miejskie.
Rejony municypalne dzielą się na mniejsze jednostki administracyjne – osiedla (ros. поселения – czyt. posielienia) wiejskie i miejskie. Osiedla miejskie obejmują miasto (niekiedy też niewielkie podmiejskie wioski), zaś osiedla wiejskie składają się z jednej lub kilku wsi. W ramach 26 rejonów istnieją w sumie 344 osiedla, w tym 22 osiedla miejskie i 322 wiejskie.

### Okręgi miejskie
| Nazwa       | Nazwa rosyjska | Liczba mieszkańców |
| ----------- | -------------- | ------------------ |
| Czerepowiec | Череповец      | 311.869            |
| Wołogda     | Вологда        | 293.046            |

### Rejony
| Nazwa                  | Nazwa rosyjska              | Liczba miesz- kańców |
| ---------------------- | --------------------------- | -------------------- |
| Babajewski             | Бабаевский район            | 24 930               |
| Babuszkiński           | Бабушкинский район          | 14 994               |
| Biełozierski           | Белозерский район           | 21 648               |
| Waszkiński             | Вашкинский район            | 10 002               |
| Wielikoustiudzki       | Великоу́стюгский район       | 22 210               |
| Wierchowaski           | Верховажский район          | 16 346               |
| Wożegodzki             | Вожегодский район           | 18 976               |
| Wołogodzki             | Вологодский район           | 50 956               |
| Wytiegorski            | Вытегорский район           | 31 757               |
| Grazowiecki            | Грязовецкий район           | 41 644               |
| Kadujski               | Кадуйский район             | 18 653               |
| Kiriłłowski            | Кирилловский район          | 18 627               |
| Kiczmieńsko-Gorodiecki | Кичменгско-Городецкий район | 22 187               |
| Mieżdurieczeński       | Междуреченский район        | 7 641                |
| Nikolski               | Никольский район            | 26 461               |
| Niuksieński            | Нюксенский район            | 11 714               |
| Sokolski               | Сокольский район            | 14 951               |
| Siamżeński             | Сямженский район            | 10 384               |
| Tarnoski               | Тарногский район            | 15 363               |
| Totiemski              | Тотемский район             | 6 392                |
| Ust-Kubiński           | Усть-Кубинский район        | 9 350                |
| Ustiużeński            | Устюженский район           | 21 679               |
| Charowski              | Харовский район             | 20 576               |
| Czagodoszczeński       | Чагодощенский район         | 15 624               |
| Czerepowiecki          | Череповецкий район          | 40 871               |
| Szeksniński            | Шекснинский район           | 36 007               |

## Symbole regionu
Herb obwodu wołogodzkiego nawiązuje do herbu dawnej guberni wołogodzkiej, który z kolei został opracowany na podstawie herbu stolicy regionu – Wołogdy.
Flaga obwodu na postać biało-czerwonego prostokąta z umieszczonym na nim herbu regionu.

## Tablice rejestracyjne
Tablice pojazdów zarejestrowanych w obwodzie wołogodzkim mają oznaczenie 35 w prawym górnym rogu nad flagą Rosji i literami RUS.